# Dolichopus diadema
Dolichopus diadema är en tvåvingeart som beskrevs av Alexander Henry Haliday 1832. Dolichopus diadema ingår i släktet Dolichopus och familjen styltflugor.
Artens utbredningsområde är Kongo. Enligt den finländska rödlistan är arten nära hotad i Finland. Arten är reproducerande i Sverige. Artens livsmiljö är strandängar vid Östersjön. Inga underarter finns listade i Catalogue of Life.